# سایر رکوردز
سایر رکوردز (انگلیسی: Sire Records) یک ناشر موسیقی آمریکایی مستقر در لس آنجلس تحت مالکیت گروه موسیقی وارنر است که از سال ۱۹۶۶ آغاز به کار کرد.